# Bussolyckan vid Chibombo i Zambia 2013

Bussolyckan vid Chibombo i Zambia var en olycka som inträffade den 7 februari 2013 då en buss kolliderade med en lastbil (trailerekipage) och en stadsjeep på Great North Road, mellan städerna Chibombo och Kabwe i Centrala provinsen i Zambia, som resulterade i att 49 av de 73 personerna på bussen dog samt även lastbilsföraren och dennes assistent. Dessutom skadades ytterligare 28 personer.